# حزب اليسار الأوروبي
حزب اليسار الأوروبي (بالإنجليزية: Party of the European Left)‏ المعروف اختصاراً بـ PEL هو حزب سياسي أوروبي يعمل كاتحاد لأحزاب سياسية شيوعية واشتراكية ديمقراطية في الاتحاد الأوروبي ودول أوروبية أخرى. تم تشكيله في يناير 2004 لأغراض خوض انتخابات البرلمان الأوروبي لعام 2004. تأسس في الفترة من 8 إلى 9 مايو 2004 في روما. أعضاء البرلمان الأوروبي المنتخبون من الأحزاب الأعضاء في حزب اليسار يجلسون على الطرف الأيسر من قاعة البرلمان مع مجموعة اليسار المتحد الأوروبي-اليسار الأخضر النوردي، على الرغم من أن أعضاء حزب اليسار ليسوا أعضاءً في هذه المجموعة.
يشارك العديد من الأحزاب الأعضاء والمراقبين أيضًا في حزب أكثر راديكالية هو اليسار الأوروبي المناهض للرأسمالية ‏. قبل تأسيس اليسار الأوروبي، عقد معظم أعضائه بالفعل اجتماعات سنوية معًا، كجزء من منتدى اليسار الأوروبي الجديد.